# Jacques Draparnaud
Pour les articles homonymes, voir Draparnaud.
Jacques Philippe Raymond Draparnaud est un naturaliste, malacologiste et botaniste français, considéré comme le père de la malacologie continentale française. Il est né le 3 juin 1772 à Montpellier et mort le 12 pluviose an XII (1804) dans la même ville. Il était professeur de médecine en pathologie et nosologie à la Faculté de Médecine de Montpellier.

## Biographie
Dès l'âge de 15 ans, il soutient une thèse latine en philosophie à la Société royale des Sciences qui lui valut tous les honneurs. Mais les vicissitudes liées à la Révolution le menèrent jusqu'en prison où il passa treize mois.
En l'an VII (1799), il soutient sa thèse de médecine.
En l'an IX (1801), il est nommé professeur à l'École centrale à Montpellier. Il publie alors plusieurs mémoires dont le Tableau des Mollusques terrestres et fluviatiles qui fait état de 132 espèces réparties en 18 genres. C'est le premier ouvrage d'importance, véritable prodrome de la malacologie terrestre et fluviatile.
Il épouse, le 8 prairial an X (1802), Marie-Anne-Gabrielle Seneaux, fille du docteur Jean Seneaux, professeur à l'École de médecine et qui préfacera son ouvrage posthume.
En l'an XII (1804), il quitte l'École centrale en acceptant, pour son malheur, le titre de professeur et conservateur à l'École de médecine, piège tendu par un ancien ami Jean-Antoine Chaptal (1756-1832), professeur de chimie à l'École de médecine et devenu son ennemi ; en effet, il perd toutes ses fonctions quelque temps plus tard en vertu d'un nouveau règlement. Accablé par la maladie, sa destitution, et encore plus la perte de son enfant le 10 nivôse, il meurt le mois suivant.
Son frère est le poète dramatique Victor Draparnaud (1773-1833).

« Au reste, quoique j'aie décrit pour la France seule un bien plus grand nombre d'espèces que Muller et Schroeter n'ent ont fait connoître pour l'Europe entière, et trois fois autant que Geoffroy et Poiret n'en ont observé dans les environs de Paris, je suis convaincu qu'il reste encore en ce genre bien des découvertes à faire »

— J.P.R. Draparnaud, in « Histoire naturelle des Mollusques », 1805.

## La malacologie
Ses recherches malacologiques se sont essentiellement concentrées dans la région montpellieraine, la Drôme et le Tarn d'où il décrivit de nombreuses espèces. Après son ouvrage de 1801 qui paraît peu de temps après l'ouvrage de Jean Louis Marie Poiret (1755-1834), c'est surtout son ouvrage posthume, fruit de huit années de travail qui, en 1805, propose pour la première fois en France, une faune des mollusques continentaux. Ceux-ci sont décrits dans les règles avec clarté et exactitude faisant de cet ouvrage une œuvre magistrale en son époque. Les illustrations très fidèles sont de ses élèves Jean Pierre A. Sylvestre de Grateloup (1782-1861) et Ducluzeau et ont été gravées par Lambert et Chailly. Il fut en relation avec Claude Sionnest (1749-1820) de Lyon.
Son Histoire naturelle des Mollusques terrestres et fluviatiles de la France recense ainsi 173 espèces réparties en 19 genres, soit 41 espèces de plus que son Tableau. Il reconnaît ainsi 1 Nerita, 17 Cyclostoma, 3 Valvata, 11 Planorbis, 3 Ancylus, 8 Lymneus, 4 Physa, 3 Auricula, 2 Succinea, 20 Pupa, 9 Clausilia, 8 Bulimus, 58 Helix, 3 Vitrina, 1 Testacella, 11 Limax, 6 Cyclas, 3 Unio et 2 Anodonta. Il est le créateur du genre Clausilia.

## Publications
- 1794 (an II). Observations sur le Mantis oratoria. Bulletin de la Société philomatique de Paris, III, p. 161.
- 1797 (an V) :
  - Note sur l’Agaricus radiosus. Journal de Santé et d'Histoire naturelle de Bordeaux, I, no 8, 25 floréal an V, p. 145-149.
  - Théorie de l'origine et de la formation des Egagropiles de mer. Journal de Santé et d'Histoire naturelle de Bordeaux, I, no 2, 25 pluviose an V, p. 21-27.
  - Observations sur l’Helix algira. Journal de Santé et d'Histoire naturelle de Bordeaux, I, an V, p. 98.
  - Réponse aux observations du citoyen Guérin sur la théorie des Egagropiles de mer. Journal de Santé et d'Histoire naturelle de Bordeaux, I, no 10, 25 prairial an V, p. 173-180.
- 1799 (an VII) :
  - Observations sur le mouvement giratoire des molécules du Camphre. Journal de Santé et d'Histoire naturelle de Bordeaux, III, an VII, p. 264.
  - Propositions générales et observations relatives à diverses branches de la médecine. Thèse soutenue le 12 germinal an VII.
  - Fragments de la physiologie végétale. Deuxième thèse soutenue le 1er messidor an VII.
- 1800 (an VIII) :
  - Aperçus de la philosophie médicale. Troisième thèse, soutenue le 22 messidor an VIII.
  - Observations sur la Gioenia. Bulletin de la Société philomatique de Paris, II, p. 113-114 ; Millin, Mag. encycl.,  V, 5, 1800, p. 378-379 ; Journ. phys., LVI, 1800, p. 146-147.
- 1801 (an IX) :
  - Fragments pour servir à l'Histoire des progrès en médecine dans l'Université de Montpellier. Quatrième thèse, soutenue le 18 ventôse an IX.
  - Observations sur la Bulla Hydatis. Millin, Mag. Encycl., VI, 1, p. 115-116.
  - Observations sur l’Alcyonum domuncula. Bulletin de la Société philomatique de Paris, p. 167-170.
  - Dissertation sur l'utilité de l'Histoire naturelle dans la médecine, présentée à l'École de médecine de Montpellier, Montpellier, 61 p.
  - Discours relatif à l'Histoire naturelle de Montpellier. Montpellier, 41 p.
  - Discours sur les avantages de l'Histoire naturelle, et discours sur les mœurs et la manière de vivre des plantes, Montpellier, 61 p.
  - Tableau des Mollusques terrestres et fluviatiles de la France, Montpellier et Paris, 116 p.
- 1802 (an X) :
  - Essai de pathologie végétale. Discours lu le 30 vendémiaire an X (1802) à la séance publique de la Société d'Agriculture.
  - Discours sur la vie et les fonctions, ou précis de la physiologie comparative, Montpellier.
  - Discours sur la philosophie des Sciences, Montpellier.
  - Sur le glauque de certains végétaux. Journ. phys., LVI, p. 112.
- 1803 (an XI) :
  - Dissertation sur l'utilité de l'Histoire naturelle en médecine, Montpellier.
  - Mémoire sur la reproduction considérée dans les divers corps organiques. Recueil des Bulletins de Montpellier, I, p. 3-8.
  - Observations sur la Lime. Recueil des Bulletins de Montpellier, I, p. 52-54.
  - Mémoire sur les organes du chant des Insectes. Recueil des Bulletins de Montpellier, I, p. 55-61.
  - Mémoire sur l'Insecte qui a dévasté, en l'an X, les vignes des communes de Marseillan et de Florensac. Recueil des Bulletins de Montpellier, I, p. 86-91.
  - Observations sur le passage des couleurs des coquilles à la couleur bleue. Recueil des Bulletins de Montpellier, I, p. 162-163.
  - Fragment d'un essai sur la pathologie végétale. Recueil des Bulletins de Montpellier, I, p. 174-185.
  - Notice minéralogique sur Montferrier. Recueil des Bulletins de Montpellier, I, p. 353-359.
  - Observations sur la formation et la cristallisation sous-marines du spath calcaire. Recueil des Bulletins de Montpellier, I, p. 359-361 et Journ. phys., LVII, p. 174-180.
  - Sur les mouvements que certains fluides reçoivent par le contact d'autres fluides. Annales de la chimie, XLVII, p. 303-311 ; Gilbert Ann., XXIV, p. 130-134 ; Nikolson Journ., VIII, p. 201-204.
- 1805 (an XIII). Histoire naturelle des Mollusques terrestres et fluviatiles de la France, Paris, 164 p., 13 pl. [ouvrage posthume]

- Specimen florae soricianae ;
- Observationes agrostographicae ;
- Observationes muscologicae ;
- Algarum species novae ;
- Nova plantarum Lichenosarum methodus microscopico-analytica ;
- Prodromus Historiae confervarum ;
- Compendium Historiae naturalis Monspeliensis ;
- Flora Monspeliensis ;
- Bibliotheca universalis Historiae naturalis.